# Subkhiddin Mohd Salleh
Subkhiddin Mohd Salleh (Parit Buntar, 1966. november 17.–) malajziai nemzetközi labdarúgó-játékvezető.

## Pályafutása

### Nemzeti játékvezetés
Pályafutása során hazája legfelső szintű labdarúgó-bajnokságának játékvezetője lett. Az aktív nemzeti játékvezetéstől 2011-ben búcsúzott.

### Nemzetközi játékvezetés
A Maláj labdarúgó-szövetség Játékvezető Bizottsága (JB) terjesztette fel nemzetközi játékvezetőnek, a Nemzetközi Labdarúgó-szövetség (FIFA) 2000-től tartotta nyilván bírói keretében. 2001. április 23-án volt az első nemzetek közötti mérkőzése, az Irak–Nepál találkozó, ezt követően több nemzetek közötti válogatott és klubmérkőzést vezetett. FIFA JB besorolás szerint 2008-tól az AFC elit kategóriás bírója. Az aktív nemzetközi játékvezetéstől 2011-ben a FIFA 45 éves korhatárát elérve búcsúzott.

#### Világbajnokság

##### U17-es labdarúgó-világbajnokság
Peru rendezte a 2005-ös U17-es labdarúgó-világbajnokságot, ahol a FIFA JB hivatalnokként foglalkoztatta.
| Időpont              | Helyszín                        | Mérkőzés típusa              | Mérkőzés                     | Eredmény | Nézők száma |
| -------------------- | ------------------------------- | ---------------------------- | ---------------------------- | -------- | ----------- |
| 2005. szeptember 17. | Elias Aguirre Stadion, Chiclayo | csoportmérkőzés (C. csoport) | Elefántcsontpart–Olaszország | 3 : 4    | 14 800      |
| 2005. szeptember 20. | Miguel Grau Stadion, Piura      | csoportmérkőzés (D. csoport) | Katar–Gambia                 | 1 : 3    | 18 424      |
| 2005. szeptember 25. | Miguel Grau Stadion, Piura      | egyik negyeddöntő            | Costa Rica–Mexikó            | 1 : 3    | 14 724      |

##### U20-as labdarúgó-világbajnokság
Kanada rendezte a 16., a 2007-es U20-as labdarúgó-világbajnokságot, Egyiptom a 17., a 2009-es U20-as labdarúgó-világbajnokságot, ahol a FIFA JB bíróként alkalmazta.

##### 2007-es U20-as labdarúgó-világbajnokság

###### Világbajnoki mérkőzés
| Időpont          | Helyszín                       | Mérkőzés típusa              | Mérkőzés          | Eredmény | Nézők száma |
| ---------------- | ------------------------------ | ---------------------------- | ----------------- | -------- | ----------- |
| 2007. július 3.  | Frank Clair Stadion, Ottawa    | csoportmérkőzés (E. csoport) | Panama–Argentína  | 0 : 6    | 23 500      |
| 2007. július 7.  | Swangard Stadion, Burnaby      | csoportmérkőzés (F. csoport) | Skócia–Costa Rica | 1 : 2    | 10 000      |
| 2007. július 12. | Commonwealth Stadion, Edmonton | egyik nyolcaddöntő           | Chile–Portugália  | 1 : 0    | 24 687      |

##### 2009-es U20-as labdarúgó-világbajnokság

###### Világbajnoki mérkőzés
| Időpont              | Helyszín                   | Mérkőzés típusa              | Mérkőzés                | Eredmény | Nézők száma |
| -------------------- | -------------------------- | ---------------------------- | ----------------------- | -------- | ----------- |
| 2009. szeptember 25. | Nemzetközi Stadion, Kairó  | csoportmérkőzés (A. csoport) | Paraguay–Olaszország    | 0 : 0    | 4 628       |
| 2009. szeptember 28. | Álszálám Stadion, Kairó    | csoportmérkőzés (B. csoport) | Tahiti–Venezuela        | 0 : 8    | 7 955       |
| 2009. október 6.     | Városi Stadion, Alexandria | egyik nyolcaddöntő           | Magyarország–Csehország | 2 : 2    | 7 000       |

---
A világbajnoki döntőhöz vezető úton Dél-Koreába és Japánba a XVII., a 2002-es labdarúgó-világbajnokságra,  Németországba a XVIII., a 2006-os labdarúgó-világbajnokságra valamint Dél-Afrikába a XIX., a 2010-es labdarúgó-világbajnokságra a FIFA JB bíróként alkalmazta.
2008-ban a FIFA bejelentette, hogy a Dél-afrikai rendezésű, a XIX., a 2010-es labdarúgó-világbajnokság lehetséges játékvezetők átmeneti listájára jelölte. A FIFA JB 2010. február 5-én kijelölte a (június 11.-július 11.) közötti dél-afrikai világbajnokságon közreműködő harminc játékvezetőt, akik Kassai Viktor és 28 társa között ott volt a világtornán. Az érintettek március 2-6. között a Kanári-szigeteken vettek részt szemináriumon, ezt megelőzően február 26-án Zürichben orvosi vizsgálaton kellett megjelenniük. Az ellenőrző vizsgálatokon megfelelt az elvárásoknak, így a FIFA Játékvezető Bizottsága delegálta az utazó keretbe. A tornán tartalékként, 4. játékvezetőként szolgálhatott. Előselejtező mérkőzéseket az AFC és az OFC zónában vezetett.

##### 2002-es labdarúgó-világbajnokság

###### Selejtező mérkőzés
| Időpont               | Helyszín                 | Mérkőzés típusa                    | Mérkőzés     | Eredmény | Nézők száma |
| --------------------- | ------------------------ | ---------------------------------- | ------------ | -------- | ----------- |
| 2001. április 23.     | Központi Stadion, Almati | előselejtező (6. csoport,- 1. kör) | Irak–Nepál   | 4 : 2    | 5 000       |
| 2001. szeptembert 14. | Azadi Stadion, Teherán   | előselejtező (2. kör,- 1. csoport) | Irán–Bahrein | 0 : 0    | 50 000      |

##### 2006-os labdarúgó-világbajnokság

###### Selejtező mérkőzés
| Időpont             | Helyszín                                | Mérkőzés típusa                    | Mérkőzés                    | Eredmény | Nézők száma |
| ------------------- | --------------------------------------- | ---------------------------------- | --------------------------- | -------- | ----------- |
| 2004. szeptember 8. | Pamir Stadion, Dusanbe                  | előselejtező (2. kör,- 6. csoport) | Tádzsikisztán–Szíria        | 0 : 1    | 18 000      |
| 2004. október 12.   | Gelora Bung Karno Stadion, Jakarta      | előselejtező (2. kör,- 8. csoport) | Indonézia–Szaúd-Arábia      | 1 : 3    | 30 000      |
| 2005. február 9.    | Nemzeti Stadion, Manáma                 | előselejtező (3. kör,- 2. csoport) | Bahrein–Irán                | 0 : 0    | 25 000      |
| 2005. március 25.   | Prince Mohamed bin Fahd Stadion, Dammam | előselejtező (3. kör,- 1. csoport  | Szaúd-Arábia–Dél-Korea      | 2 : 0    | 25 000      |
| 2005. június 3.     | Nemzeti Stadion, Manáma                 | előselejtező (3. kör,- 2. csoport) | Bahrein–Japán               | 0 : 1    | 32 000      |
| 2005. augusztus 17. | Pakhtakor Stadion, Taskent              | előselejtező (3. kör,- 1. csoport) | Üzbegisztán–Kuvait          | 3 : 2    | 40000       |
| 2005. szeptember 3. | Hindmarsh Stadion, Adelaide             | rájátszás                          | Ausztrália–Salamon-szigetek | 7 : 0    | 3 500       |

##### 2010-es labdarúgó-világbajnokság

###### Selejtező mérkőzés
| Időpont             | Helyszín                                        | Mérkőzés típusa                         | Mérkőzés                             | Eredmény | Nézők száma |
| ------------------- | ----------------------------------------------- | --------------------------------------- | ------------------------------------ | -------- | ----------- |
| 2007. október 28.   | Al Jazira Mohammed Bin Zayed Stadion, Abu-Dzabi | előselejtező (1. forduló,- 2. mérkőzés) | Egyesült Arab Emírségek–Vietnám      | 5 : 0    | 12 000      |
| 2008. február 6.    | Telstra Dome Stadion, Melbourne                 | előselejtező (3. forduló,- 1. csoport)  | Ausztrália–Katar                     | 3 : 0    | 50 969      |
| 2008. március 26    | MHSK Stadion, Taskent                           | előselejtező (3. forduló,- 4. csoport)  | Üzbegisztán–Szaud-Arábia             | 3 : 0    | 17 000      |
| 2008. június 4..    | Thamer Stadion, Al Salmiya                      | előselejtező (3. forduló,- 5. csoport)  | Kuvait–Egyesült Arab Enírségek       | 2 : 3    | 20 000      |
| 2008. június 7.     | Royal Oman Police Stadion, Muscat               | előselejtező (3. forduló,- 2. csoport)  | Omán–Japán                           | 1 : 1    | 6 500       |
| 2008. június 22.    | Seoul World Cup Stadion, Szöul                  | előselejtező (3. forduló,- 3. csoport)  | Dél-Korea–Észak-Korea                | 0 : 0    | 48 519      |
| 2008. szeptember 6. | Jassim Bin Hamad Stadion, Doha                  | előselejtező (4. forduló,- A csoport)   | Katar–Üzbegisztán                    | 3 : 0    | 8 000       |
| 2008. november 19.  | Al-Maktoum Stadion, Dubaj                       | előselejtező (4. forduló,- B csoport)   | Egyesült Arab Emírségek–Irán         | 1 : 1    | 8 000       |
| 2009. február 11.   | Marcel Saupin Stadion, Taskent                  | előselejtező (7. csoport)               | Üzbegisztán–Bahrein                  | 0 : 1    | 30 000      |
| 2009. április 1.    | Nemzetközi Stadion, Rijád                       | előselejtező (4. forduló,- B csoport)   | Szaud-Arábia–Egyesült Arab Emírségek | 3 : 2    | 70 000      |
| 2009. június 10.    | Nemzetközi Stadion, Jokohama                    | előselejtező (4. forduló,- A csoport)   | Japán–Katar                          | 1 : 1    | 60 256      |

#### Ázsia Kupa
2004-ben Kína a 13., 2011-ben Katar a 15. tornát rendezte, ahol az AFC JB mérkőzésvezetőként foglalkoztatta.

##### 2004-es Ázsia-kupa
| Időpont          | Helyszín                    | Mérkőzés típusa              | Mérkőzés       | Eredmény | Nézők száma |
| ---------------- | --------------------------- | ---------------------------- | -------------- | -------- | ----------- |
| 2004. július 17. | Workers Stadion, Peking     | csoportmérkőzés (A. csoport) | Kína–Bahrein   | 2 : 2    | 40 000      |
| 2004. július 31. | Olimpiai Stadion, Csungking | egyik negyeddöntő            | Japán–Jordánia | 1 : 1    | 52 000      |

##### 2011-es Ázsia-kupa

###### Selejtező mérkőzés
| Időpont         | Helyszín                           | Mérkőzés típusa           | Mérkőzés       | Eredmény | Nézők száma |
| --------------- | ---------------------------------- | ------------------------- | -------------- | -------- | ----------- |
| 2010. január 6. | Gelora Bung Karno Stadion, Jakarta | előselejtező (B. csoport) | Indonézia–Omán | 1 : 2    | 45 000      |

###### Ázsia-kupa mérkőzés
| Időpont           | Helyszín                       | Mérkőzés típusa              | Mérkőzés                            | Eredmény | Nézők száma |
| ----------------- | ------------------------------ | ---------------------------- | ----------------------------------- | -------- | ----------- |
| 2011. január 11.  | Qatar SC Stadion, Doha         | csoportmérkőzés (D. csoport) | Észak-Korea–Egyesült Arab Emírségek | 0 : 0    | 3 639       |
| 12011. január 14. | Jassim Bin Hamad Stadion, Doha | csoportmérkőzés (C. csoport) | Bahrein–India                       | 5 : 2    | 11 032      |
| 2011. január 19.  | Ahmed bin Ali Stadion, Doha    | csoportmérkőzés (D. csoport) | Irak–Észak-Korea                    | 1 : 0    | 4 111       |
| 2011. január 21.  | Al-Harafa Stadion, Doha        | egyik negyeddöntő            | Japán–Katar                         | 3 : 2    | 19 479      |

#### Olimpia
A 2004. évi nyári olimpiai játékokon a FIFA JB mérkőzésvezetési szolgálattal bízta meg.
| Időpont             | Helyszín                      | Mérkőzés típusa              | Mérkőzés                         | Eredmény | Nézők száma |
| ------------------- | ----------------------------- | ---------------------------- | -------------------------------- | -------- | ----------- |
| 2004. augusztus 11. | Panthessaliko Stadion, Vólosz | csoportmérkőzés (A. csoport) | Mali–Mexikó                      | 0 : 0    | 10 104      |
| 2004. augusztus 14. | Pankritio Stadion, Iráklio    | csoportmérkőzés (C. csoport) | Szerbia és Montenegró–Ausztrália | 1 : 5    | 8 857       |

#### Nemzetközi kupamérkőzések
Vezetett Kupa-döntők száma: 3.

##### AFC Bajnokok Ligája
| Időpont            | Helyszín                          | Mérkőzés típusa        | Mérkőzés                       | Eredmény | Nézők száma |
| ------------------ | --------------------------------- | ---------------------- | ------------------------------ | -------- | ----------- |
| 2007. november 7.  | Foolad Shahr Stadion, Fooladshahr | döntő első mérkőzés    | Sepahan FC–Urava Red Diamonds  | 1 : 1    | 30 000      |
| 2008. november 12. | Hindmarsh Stadion, Adelaide       | döntő második mérkőzés | Adelaide United FC–Gamba Osaka | 0 : 2    | 17 000      |

##### AFC Elnöki-kupa
| Időpont              | Helyszín                 | Mérkőzés típusa | Mérkőzés                | Eredmény | Nézők száma |
| -------------------- | ------------------------ | --------------- | ----------------------- | -------- | ----------- |
| 2010. szeptember 26. | Thuwunna Stadion, Yangon | döntő           | Yadanabon–Dordoi-Dynamo | 1 : 0    | 23 720      |

##### Világkupa
| Időpont            | Helyszín                | Mérkőzés típusa | Mérkőzés                       | Eredmény | Nézők száma |
| ------------------ | ----------------------- | --------------- | ------------------------------ | -------- | ----------- |
| 2006. december 13. | Olimpiai Stadion, Tokió | egyik elődöntő  | Al-Ahly–Internacional (brazil) | 1 : 2    | 33 690      |